# Viavenator
Viavenator exxoni
Genre
Espèce
Viavenator (qui signifie « chasseur de route ») est un genre fossile de dinosaures théropodes de la famille des Abelisauridae découvert dans la formation Bajo de la Carpa en Argentine. Il a coexisté avec le Megaraptora Tratayenia rosalesi. Le genre contient une espèce : Viavenator exxoni.

## Classification
Filippi a classé Viavenator dans un nouveau clade connu sous le nom de Furileusauria, qui comprend Viavenator ainsi que Carnotaurus. Cela aurait signifié que Viavenator était plus proche de Carnotaurus que de Majungasaurus. Il aurait mesuré 5,6 mètres de longueur.

## Paléobiologie

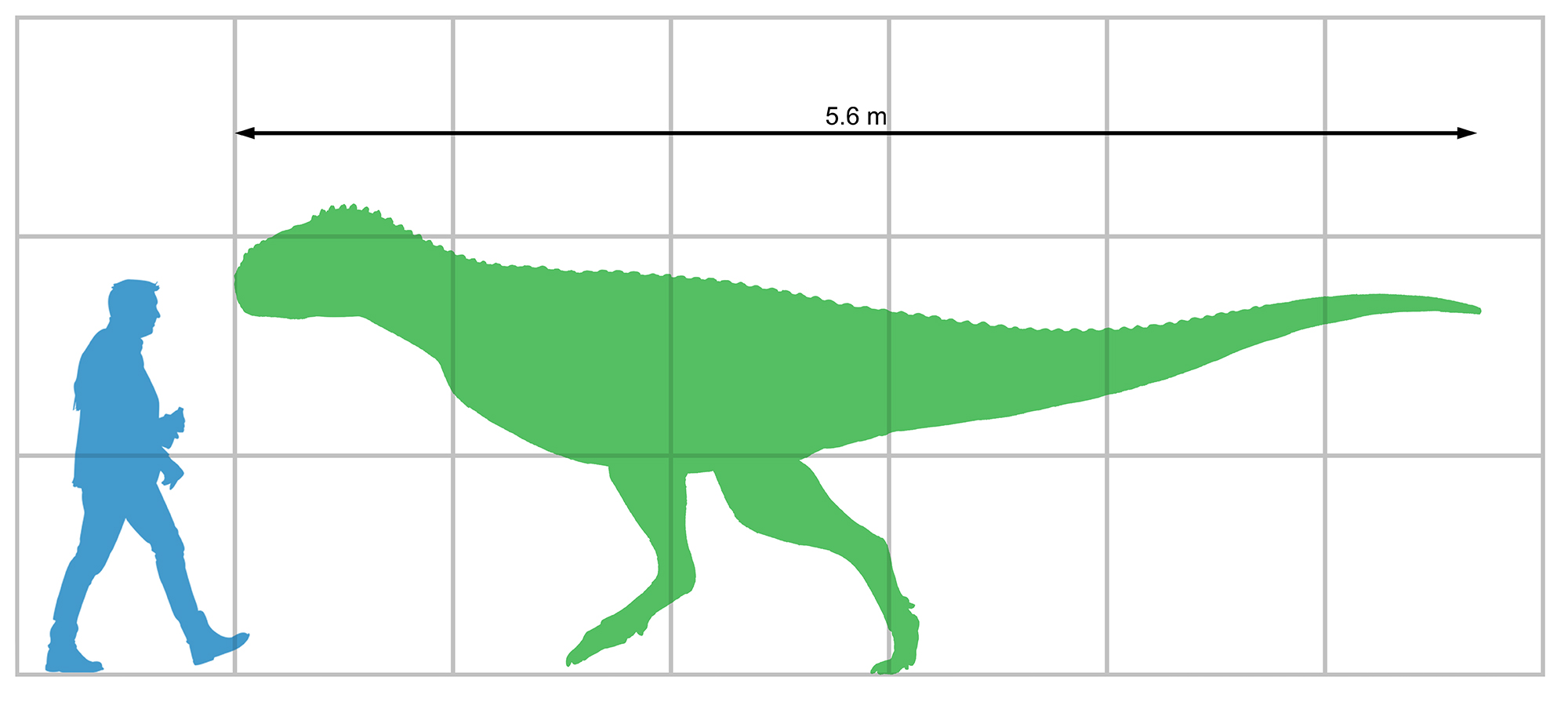
Comparaison de taille de Viavenator exxoni à un humain

Viavenator possédait une morphologie cérébrale similaire à Aucasaurus, un autre abélisauridé sud-américain et avait une oreille interne similaire. Comparé à l'abélisauridé malgache Majungasaurus, Viavenator dépendait davantage des mouvements rapides de la tête et des mécanismes sophistiqués de stabilisation du regard ; cependant, les deux genres avaient une gamme d'audition similaire selon les examens et les tomodensitogrammes ultérieurs du crâne.